# Bijholte

Neusbijholten

De bijholten, neusbijholten, sinus adnasales of sinus paranasales zijn bij de mens verschillende met lucht gevulde holten in de schedel die middels een dun kanaaltje in open verbinding staan met de neusholte.
Er zijn vier verschillende bijholten, die elk gepaard (links en rechts) voorkomen. Ze worden genoemd naar de schedelbotten waarin ze liggen:
- voorhoofdsholte[1]  (Lat.: sinus frontalis[4]), gelegen pal boven de ogen.
- wiggenbeensholte (Lat.: sinus sphenoidalis[4]), de diepst gelegen holten, onder de hypofyse bij de schedelbasis
- zeefbeenholte (Lat.: sinus ethmoidalis[4]), gelegen in de ruimte tussen neus en oogkas. Dit is niet één holte maar het bestaat uit vele kleine holten.
- kaakholte[1] (Lat.: sinus maxillaris[4]), gelegen in het bovenkaakbeen. Dit zijn de grootste bijholten.

Bij de geboorte zijn de holten nog niet of nauwelijks aanwezig. De voorhoofdsholten ontstaan bijvoorbeeld pas rond het zevende levensjaar en zijn voltooid aan het eind van de puberteit. Bij ongeveer vijf procent van de volwassenen ontbreken de voorhoofdsholten.
De kaakholte is tot aan de tandenwissel nog vrij klein, omdat een deel van de ruimte nodig is voor de aanmaak van het volwassen gebit.
Net zoals de binnenzijde van de neus zijn ook de neusbijholten bekleed met slijmvlies.
Er kan een ontsteking plaatsvinden van de bijholten, wat bijholteontsteking (sinusitis) wordt genoemd.

## Functies
In de literatuur is er nog debat over de mogelijke functie van de bijholtes.

## Bijholten bij andere dieren
Veel gewervelde dieren hebben bijholten, maar hun aantal en plaats verschilt sterk.